# Équipe cycliste Taiyuan Miogee
L'équipe cycliste Taiyuan Miogee est une équipe cycliste chinoise, ayant le statut d'équipe continentale entre 2019 et 2021.

## Taiyuan Miogee Cycling Team en 2021[1]
| Cycliste      | Date de naissance | Nationalité | Équipe 2020                             |  |
| ------------- | ----------------- | ----------- | --------------------------------------- |  |
| Dong Yonglong | 10 février 2000   | Chine       | Taiyuan Miogee Cycling Team (2019)      |  |
| Gong Wenkai   | 14 janvier 1998   | Chine       | SSOIS Miogee Cycling Team               |  |
| li Daihou     | 6 mars 1996       | Chine       | Ningxia Sports Lottery Continental Team |  |
| Li Dongliang  | 8 janvier 2000    | Chine       | Taiyuan Miogee Cycling Team (2019)      |  |
| Li Honghai    | 6 mai 2000        | Chine       | SSOIS Miogee Cycling Team               |  |
| Qiao Jiakun   | 18 mars 2000      | Chine       | Taiyuan Miogee Cycling Team (2019)      |  |
| Yan Shuaijie  | 30 janvier 1997   | Chine       | Taiyuan Miogee Cycling Team (2019)      |  |
| Yang Wei      | 12 août 1997      | Chine       | SSOIS Miogee Cycling Team               |  |
| Yuning Jiao   | 7 septembre 2000  | Chine       | SSOIS Miogee Cycling Team               |  |
| Zhang Guangyu | 18 juin 1993      | Chine       |                                         |  |